# Onbevlekt Hart van Maria
Het Onbevlekt Hart van Maria, oorspronkelijk het Heilig Hart van Maria, is een devotionele naam die vooral door rooms-katholieken wordt gebruikt om te verwijzen naar het fysieke hart van Maria als symbool voor haar innerlijke leven: haar vreugde en droefheid, haar deugden en verborgen volmaaktheden en haar liefde.
Het feest van het Onbevlekt Hart van Maria werd door Paus Pius XII in 1942 ingesteld voor de gehele Kerk, bij gelegenheid van de 25e verjaardag van de verschijningen te Fátima. Voordien werd het feest hier en daar reeds lokaal gevierd. Deze vrije gedachtenis werd op 22 augustus gevierd, maar werd na de hervorming van de liturgiekalender op het einde van de 20e eeuw verschoven naar een datum die dichter ligt bij de viering van het Heilig Hart van Jezus: op de zaterdag na het Hoogfeest van het Allerheiligste Hart van Jezus wordt nu het feest van het Onbevlekt Hart van Maria gevierd.

## Devotie van de vijf eerste zaterdagen
Een devotie die bijzonder verbonden is met die van het Onbevlekt Hart van Maria is die van de eerste vijf zaterdagen. Deze devotie gaat terug op een verschijning van Jezus en Maria aan Lucia (een van de zieners van de verschijningen te Fátima.) Toen Maria dus in 1925 in Pontevedra verscheen zag Lucia haar op een wolk van licht met het Jezuskind aan haar zijde. Maria legde haar hand op de schouder van Lucia en hield in haar andere hand een met doornen gekroond Hart. Tegelijkertijd zei het Jezuskind: 'Heb medelijden met het Hart van je Allerheiligste Moeder dat bedekt is met doornen waarmee ondankbare mensen het ieder ogenblik doorboren met godslasteringen en ondankbaarheid'
Daarna zei Maria tot Lucia: 'Zie, mijn dochter, zie mijn Hart omgeven van doornen, door de mensen onophoudelijk gekwetst. Troost jij mij ten minste en maak mijn belofte bekend: Ik zal allen die gedurende vijf maanden achtereen op de eerste zaterdag (van de maand) biechten, de H. Communie ontvangen, de rozenkrans bidden en mijn 15 minuten gezelschap houden om de 15 mysteries van de rozenkrans te overwegen, met de bedoeling mij te troosten, in het uur van hun dood bijstaan met de nodige genaden voor de redding van hun zielen.'
Twee maanden later op 15 februari 1926 verscheen het kindje Jezus opnieuw aan Lucia en moedigde haar aan de devotie tot het Heilig Hart van Maria te verspreiden, ongeacht de moeilijkheden waarop haar biechtvader haar gewezen had. Lucia wees op de moeilijkheden die sommige mensen ondervonden om op de eerste zaterdag van de maand te biechten. Ze vroeg of men ook acht dagen voor of na de eerste zaterdag te biechten mocht gaan. Jezus zei haar toen 'Ja, de biecht mag zelfs langer geleden zijn, op voorwaarde dat als men Mij ontvangt, in staat van genade is en men de bedoeling heeft het Onbevlekt Hart van Maria te troosten.'
Vele congregaties, parochies, scholen en caritatieve instellingen zijn aan het Onbevlekt Hart van Maria toegewijd:
- Congregatie van het Onbevlekt Hart van Maria (Scheutisten)
- Congregatie van de Zonen van het Onbevlekte Hart van Maria (Claretijnen)
- Congregatie van de zusters van het Onbevlekt Hart van Maria (te Vladslo, deelgemeente van Diksmuide)
- Congregatie van de Zusters Missionarissen van het Onbevlekt Hart van Maria (Heverlee)
- Instituut Onbevlekt Hart van Maria te Lummen